# Abraham Gradis
Pour les autres membres de la famille, voir Famille Gradis.
Abraham Gradis  est un financier, armateur et négrier, né vers 1699 à Bordeaux, et mort dans la même ville le 17 juillet 1780.
Prenant la suite d'une entreprise familiale florissante, il développe son négoce, particulièrement au profit de la couronne, et marque son insertion dans l'approvisionnement colonial et le système de production et d'échanges transatlantiques, vers les Antilles et le Canada.

## Biographie

### Parents
Issu d'une famille juive originaire du Portugal, Abraham Gradis est le fils de David Gradis (v. 1665-1751) et de Marie Sara Mendes-Moreno. Son grand-père Diego, était un modeste marchand bordelais qui avait dû quitter Toulouse sous la pression antisémite du clergé pour s'établir en 1685 à Bordeaux et y fonder la Maison Gradis installée cours des Fossés,, aujourd'hui cours Victor-Hugo.
L'un de ses cousins germains, fils d'Antoine Gradis (un frère de David), s'appelle également Abraham Gradis. Il est envoyé à la Martinique en 1726 par son oncle David Gradis pour y vendre de la pacotille avec son cousin David Mendès ; cet Abraham (fils d'Antoine), et David Mendès, fonderont la société de commerce Gradis & Mendès.

### Développement de la Maison Gradis
Dès sa jeunesse, Abraham entre dans cette maison fondée par son grand-père et alors dirigée par son père. Vers 1720, il réalise plusieurs voyages à Paris, aux Pays-Bas et à Londres.
Il développe la firme fondée par son grand-père, après y avoir succédé à son père. Sous la direction d'Abraham Gradis, elle acquiert une importance considérable dans les années 1740 où il assure beaucoup de fret pour le roi. L'amitié et la confiance que lui porte Maurepas y contribuent.
Lors de la guerre de Succession d'Autriche, il obtient du surintendant du commerce l'exclusivité du commerce avec la Nouvelle-France. Il crée en 1748, la Société du Canada, qui arme et charge pour le roi, avec comme associés l'intendant de la Nouvelle-France François Bigot et le contrôleur officiel de la mairie à Québec Jacques-Michel Bréard (qui seront condamnés pour escroquerie et népotisme en 1763 dans l'affaire du Canada) : la société est liquidée en 1756. Ayant armé quarante navires en direction du Canada pour le compte de la Couronne ou de ses représentants, sans compter les navires qu'il y envoie pour son propre compte, il fait également bâtir de vastes magasins au Québec pour les produits bruts et manufacturés qu'il fait venir de France.
En 1756, il est chargé d'acheminer dépêches et ordres secrets vers la Nouvelle-France, ainsi que de l'approvisionnement des magasins de Québec pour le compte du roi, devenant ainsi un agent maritime du roi. Plusieurs dizaines de ses navires font le voyage vers la Nouvelle-France durant la guerre de Sept Ans pour y approvisionner les troupes et colons français. Il reçoit instructions en 1757 de transporter sur ses navires huit cents soldats pour la Nouvelle-France. Durant cette guerre, il fait plusieurs millions d'avances au roi.
En 1759, à la nouvelle de la dispersion de la flotte du maréchal de Conflans à la suite de la défaite de la bataille des Cardinaux, il donne ordre à son correspondant de Londres, Benjamin Mendès da Costa, de rapatrier et d'ouvrir des crédits illimités et sans distinctions, pour son compte, à tous les commandants et capitaines de l'escadre française faits prisonniers,,.
Gradis est chargé par le ministre de la Marine Choiseul, avec lequel il entretient d’excellentes relations et qui l'appelle « mon cher Gradis », de ravitailler les Antilles à partir des années 1760. Il est associé au protestant bordelais Jean-Jacques de Bethmann en 1761 pour une expédition de quatre navires transportant des troupes, vivres et fournitures à Saint-Domingue.
En 1763 à 1780, le duc de Choiseul lui confie à plusieurs reprises le commerce des possessions françaises d’Afrique occidentale, où il a acheté l'île de Gorée, pour recouvrer ses créances, puis de Cayenne et des Antilles. En 1764, Choiseul le charge de approvisionnement général en fournitures et vivres des colonies d'Amérique (Guyane, Martinique, Saint-Domingue, Sainte-Lucie, Guadeloupe, Marie-Galante et la Désirade) sur trois ans. Il obtient en 1767 du duc de Praslin, ministre de la Marine, la charge de l'envoi de numéraire aux colonies d'Amérique, puis, de l'abbé Terray, la fourniture des îles Bourbon et de France, et enfin, du ministre de Boynes, l'envoi de numéraire vers les îles Bourbon et de France, ainsi que vers les comptoirs des Indes.
« Pendant toute la période de la guerre de Sept Ans (1756-1763), son commerce avec le Canada s'élevait à 9 000 000 £t. Il y eut de nombreuses pertes, car plus de la moitié des navires qu'il envoya furent capturés par les Anglais ».

#### Des navires de 1758
Quelques navires venus en Nouvelle-France, de janvier à mai 1758 :
| Nom                                             | Tonnage    | Maître                                      | Propriétaire                  | Armateur                      | Provenance | Destination             | Retour                                       | Remarque |
| ----------------------------------------------- | ---------- | ------------------------------------------- | ----------------------------- | ----------------------------- | ---------- | ----------------------- | -------------------------------------------- | --- |
| La Providence                                   | 280-300 Tx | Jean-François Tanays, capitaine             | Mendès et Gradis              | Mendès et Gradis              | Bordeaux   | Québec, St-Domingue     | Capture le 8 mars 1759                       | |
| La Charmante Nancy                              | 200 Tx     | Jean Dutour, capitaine de Bordeaux          | Abraham Gradis                |                               | Bordeaux   | Québec                  |                                              | Commandé par J. Dutour avec un équipage de 25 hommes et 1 400 barils de farine, le navire arriva sans encombre à Québec, après la signature du propriétaire Abraham Gradis à Bordeaux le 18 février 1758. |
| Le Cheval Marin                                 | 280-360 Tx | Dominique Lafourcade, capitaine de Bordeaux | Abraham Gradis                |                               | Bordeaux   | Québec                  |                                              | Le navire, commandé par D. Lafourcade, avec un équipage de 39 hommes et une cargaison pour Joseph Cadet, arrive à Québec sans encombre. Abraham Gradis, le propriétaire avait signé à Bordeaux le 17 février 1758. |
| La Fidèle, ex Toogood, ex William and Elizabeth | 200-220 Tx | Jean Connil, de Matte, Saintonge            | Jean Auger                    | Jean Auger                    | Bordeaux   | Québec                  | Prise le 9 avril, menée à Falmouth           | Prise anglaise appelée Toogood puis William and Elizabeth, le navire est rebaptisé la Fidelle de Bordeaux. Armé par Jean Auger, il est envoyé en 1758 de Bordeaux à Québec chargé de farine, de porc salé et de vin venant de Gradis pour Cadet. Mais le navire est capturé le 9 avril et conduit à Penzance. Auparavant Jean Auger avait été propriétaire d'un navire, appelé la Fidelle, construit à Bordeaux en 1745 par Jacques Poitevin et enregistré le 14 février 1746. Qualifié de « secrétaire du roi », il le vend le 14 février 1761 à David Gradis qui le rebaptise Intrépide. |
| Le Jason                                        | 300-360 Tx | Jacques Bertrand, capitaine                 | Gradis                        | Gradis                        | Bordeaux   | Québec                  |                                              | Chargé de marchandises pour l'État, le navire arrive à Québec sans encombre. |
| Le Mercure                                      | 130-150 Tx | Boussuque, capitaine                        | Abraham Gradis                | Abraham Gradis                | Rochefort  | Louisbourg, St-Domingue | Bordeaux, capture le 17 mars, amené à Madère | Le navire n'avait que 23 hommes d'équipage ; l'Éveillé, beaucoup plus fort, en comptait 68, avec pour capitaine Jean Robin Lacoste. Sur la prise de l'Éveillé, A. Gradis écrivait à Savigny de Rouvre, le 6 mars 1758 : « (II) a été pris à 20 lieues du Cap, après 7 h12 de combat. Il ne s'est rendu que désemparé et coulant » |
| La Légère                                       | 100-150 Tx | Élie Pacaud, capitaine de Saint-Georges     | Carrié aîné & Cie de Bordeaux | Carrié aîné & Cie de Bordeaux | Bordeaux   | Québec, St-Domingue     | Capture le 11 mai                            | Avec un équipage de 19 hommes, le navire, chargé d'une cargaison valant 42 857L dont la moitié était pour Charets de Québec, avait des propriétaires, Carrié aîné et cie, pour consignes de naviguer avec les navires de Gradis. Mais il fut capturé le 11 mai 1758. |
| Le Prudent                                      | 260 Tx     | Jean Duroulla, capitaine                    |                               |                               | Bordeaux   | Québec                  |                                              | Arrivé sans encombre à Québec avec un équipage de 38 hommes, six engagés et chargé de 1 800 barils de farine après la signature de Gradis à Bordeaux les 20 et 24 février 1758. |

#### Commerce et créances
Les caisses du royaume de France étant épuisées en raison des coûts des guerres, la Maison Gradis se trouva en difficulté financière en raison des prêts faits au roi Louis XV et encore en attente d’être remboursés. À cette occasion, il exhorta le ministre Berryer à honorer ses engagements. Ce dernier insinuant que cette demande était un prétexte pour extorquer le paiement, Gradis répondit fièrement : « Le nom de Gradis, mieux connu dans les quatre coins du monde que celle du ministre de la France, est exempt de déshonneur. ». À la suite de cela, les revendications de Gradis furent honorées. Dans une lettre du mois de mars 1763, Bauffremont lui écrit « Vous êtes le père de la marine ».
Abraham Gradis se retrouve associé en affaires avec Beaumarchais en 1776, par le ministre Sartine, pour les fournitures de guerre à destination des insurgés américains. Gradis fait construire des magasins à Brest en 1777 pour fournir aux officiers de la marine les approvisionnements qui leur sont nécessaires et qui lui ont été confiés par le ministre Sartine.
Il fonde la Banque Gradis en 1776, située dans l'actuelle rue Esprit-des-Lois. Lui succèdent la Banque Gomez-Vaez en 1816, puis la Banque de l'Aquitaine.

#### Traite négrière
La Maison Gradis commerce aussi avec Londres, Amsterdam, Cadix, Lisbonne, etc. Elle pratique en outre la traite négrière qui correspond à 5 % de toutes ses activités : l'historien Éric Saugera précise que « David Gradis et fils arrivent en septième position des armateurs ayant armé à Bordeaux pour la traite, avec dix navires négriers de 1730 à 1786 » quand il y en a été armé plus de 500 par quelque 191 trafiquants négriers à Bordeaux de la fin du XVIIe siècle au début du XIXe siècle.
Malgré l'interdiction de l'esclavage sur le sol métropolitain depuis le XIVe siècle, Abraham Gradis a possédé plusieurs esclaves noirs pour son usage personnel, venus des colonies : Henri, Cupidon, Scipion et Mercure. Cette pratique était courante chez les armateurs ou propriétaires de plantations, qui les utilisaient comme domestiques ou pour décharger les bateaux. Leur présence sur le continent provoque d'ailleurs des protestations et un renouvellement de l'interdiction d'importer des populations noires en métropole mais la nécessité d'alors fait souvent loi. Ledit Mercure, fort connu en son temps, est décrit comme l'homme de confiance et le compagnon de voyages d'Abraham Gradis. Un des bateaux de la maison Gradis s'appelle d'ailleurs Le Mercure, sans que l'on sache si ce nom est en lien avec l'esclave, ou par intérêt pour la mythologie comme l'indiquent les autres noms de bateaux. En 1759, fier de son cheval et de sa livrée, l'esclave Mercure provoque un accident en galopant sur sa monture dans les rues de Paris et dont la victime, le comte Choiseul-Praslin, se plaint auprès de son maître,.

#### Acquisitions de plantations coloniales
En raison de la possibilité de mauvaises récoltes, et de la difficulté de recrutement en main-d’œuvre servile, Abraham Gradis était réticent à devenir propriétaire dans les colonies. Dans une lettre écrite en 1752, il estime qu'il est trop tard pour s'engager de manière rentable dans ce type d'investissement : « quelque avantage qu'on puisse vous faire envisager dans le fonds de l'Amérique, je les regarde tous comme très mauvais et ruineux pour les personnes d'Europe... Jamais notre intention n'a été d'avoir des biens aux colonies, il y a trente ans que si nous avions été dans ce dessein nous aurions pu avec peu de choses former de magnifiques établissements ».

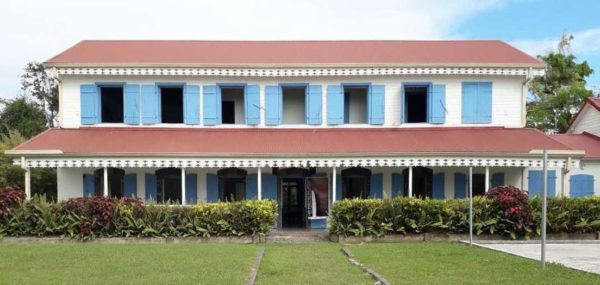
Ancienne maison du maître de l'habitation Gradis en Martinique.

Toutefois, les nombreuses créances de ses grands débiteurs colons poussent la maison David Gradis & fils à devenir propriétaire de plusieurs plantations coloniales. Elle acquiert ainsi une première habitation sucrière en Martinique en 1773, l'habitation « Prunes » (de l'un de ses débiteurs), puis deux autres propriétés en 1777 : « La Caze » à Saint-Domingue (d'un autre de ses débiteurs), et une située dans le quartier des Nippes, pour les mêmes raisons, en association avec la maison de négoce bordelaise protestante Bethmann & fils.
En récompense des services éminents rendus au Roi, Gradis obtient un privilège exceptionnel en 1779, celui de pouvoir transmettre en toute propriété ses biens des îles en dépit de sa qualité d'israélite. Les lettres patentes obtenues le 21 août 1779 grâce à la protection de Maurepas donnent pour les propriétés « qu'ils ont acquis et pourront acquérir à l'avenir à Saint-Domingue, à la Martinique et dans nos autres colonies les mêmes droits, facultés et avantages dont jouissent nos autres sujets ».
Le 21 août 1779, Abraham Gradis bénéficie d'une faveur exceptionnelle pour un Juif à l'époque. En récompense des services éminents rendus au Roi, et grâce à la protection de Maurepas, qui sollicite Sartine, sa maison de négoce obtient par lettres patentes l'autorisation de posséder des terres, et les mêmes droits que les autres Français, dans les colonies.

### Immobilier

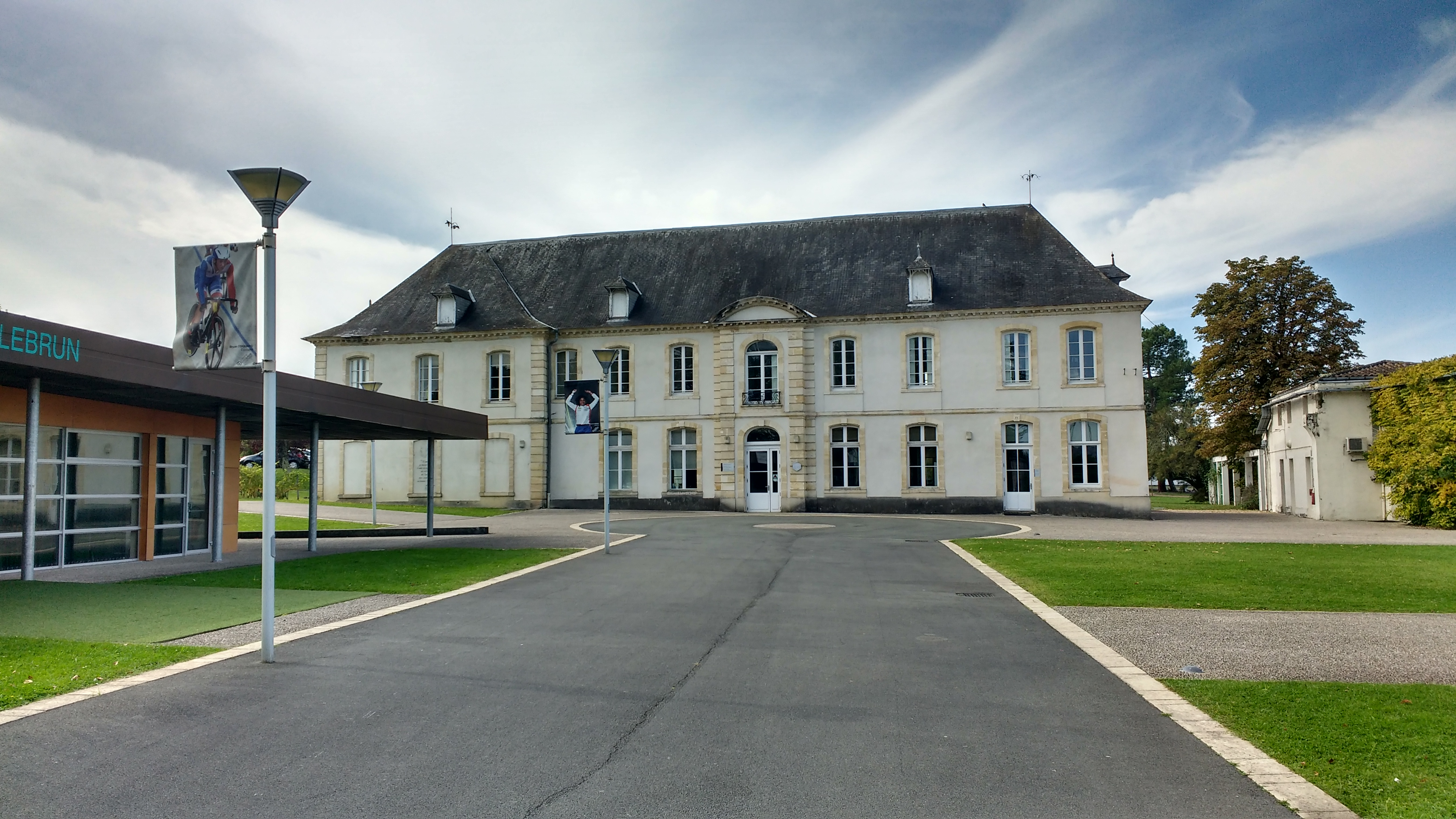
Le château Monadey, construit à Talence pour Abraham Gradis.

Abraham acquiert la terre noble de Monadey à Talence en octobre 1748,, située entre l'église Saint-Siméon et l'ancienne rue du Petit Cancera, actuellement au 653, cours de la Libération. Cette propriété était l'ancienne maison de campagne (aujourd'hui disparue) d'un puissant monnayeur (d'où son nom, « monnayeur » (en gascon) : monadey) de Bordeaux, citoyen et premier maire de la ville de Talence au Moyen Âge ; elle sera cédée au XIXe siècle à François Roul, député-maire de Talence.

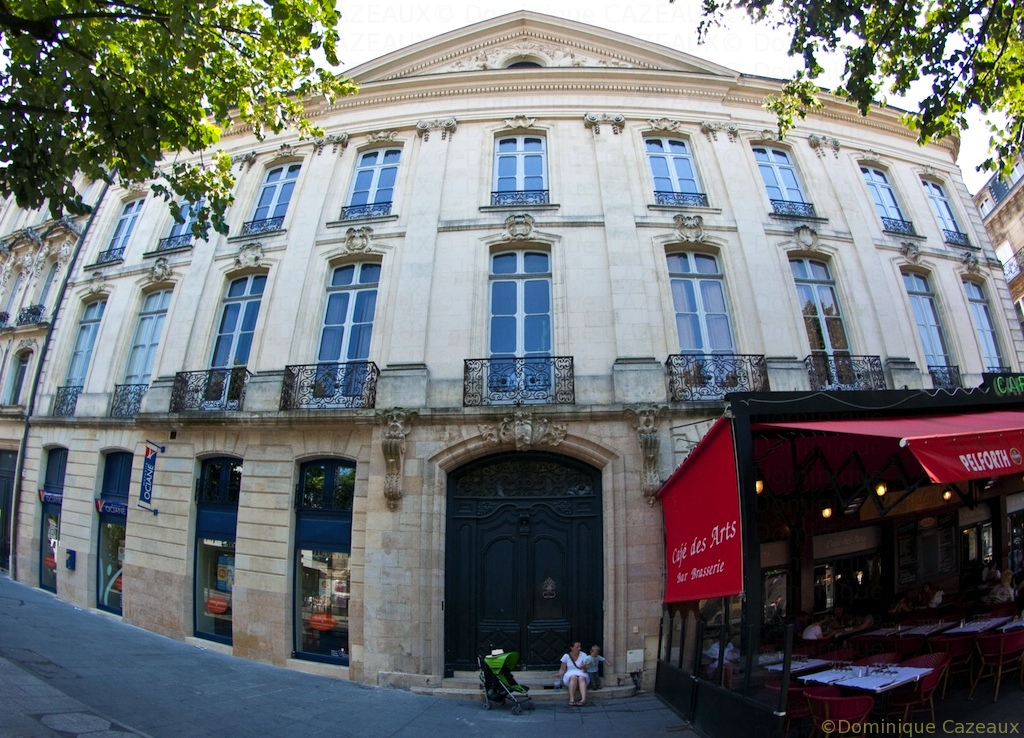
L'hôtel Gradis, édifié en 1750 à Bordeaux.

En 1750, Gradis fait édifier un hôtel particulier à l'actuel 138-142 cours Victor-Hugo à Bordeaux, dit Hôtel Gradis. « Cet édifice est un spécimen de l'architecture du milieu du 18e siècle. Le rez-de-chaussée en est occupé par des boutiques. La porte monumentale en boiserie avec heurtoir et imposte en ferronnerie présente un encadrement souligné par des boudins ayant au centre une coquille. La corniche surmontant la porte repose sur des consoles ornées de mascarons. Les ouvertures de la façade sur le cours sont séparées par des piliers plats à chapiteaux ioniques, qui se terminent au bandeau plat surmontant les ouvertures du second étage. Au centre, (le) fronton triangulaire (est) éclairé par un œil-de-bœuf et décoré d'amours avec feuillages et vagues. (Les) mascarons (figurent) aux fenêtres du premier étage ou coquilles ornées de ballots de coton ou de tonneaux ». L'hôtel est classé par arrêté du 2 novembre 1964.
Il devient également propriétaire du domaine de Margarance, à Saint-Louis-de-Montferrand, et de terres à Cestas et Léognan.
Par ailleurs, le poids de ses créances le pousseront à acquérir des habitations aux colonies (Martinique et Saint-Domingue) dans les années 1770 (voir supra).

### Sollicitations et générosité
Juif observant, il est syndic de la « Nation portugaise », la naçao, à partir de 1738. Il fonde, pour sa communauté, la première Caisse mutuelle d'assurance maladie de Bordeaux.
Les archives montrent qu'Abraham Gradis reçoit de nombreuses demandes de soutien de communautés juives, telles que celles en 1759  ou en 1766 pour le prier d'intervenir dans diverses circonstances comme pour empêcher qu'on contraigne les Juifs à acheter des maisons à tel emplacement ou qu'une nouvelle loi lèse les chocolatiers juifs dans leurs intérêts,.
Lors des guerres entre l'Angleterre et la France, et « à plusieurs reprises, Gradis risque sa fortune considérable dans des tentatives héroïques et désespérées pour percer le blocus anglais », en expédiant au Canada en 1757-1758, aux frais de la société Gradis, des navires transportant des fournitures de guerre de grande valeur mais ne sera remboursé que partiellement après la fin des hostilités.
Il s'investit dans l'échange de prisonniers français détenus en Angleterre où ils reçoivent également de la nourriture et des vêtements aux frais de l'entreprise Gradis par l'intermédiaire d'agents en poste à Londres. Le roi Louis XV, par l'intermédiaire de son ministre, reconnaissait en termes élogieux les services rendus au Royaume par Gradis.
L’abbé Grégoire, favorable à l’émancipation des Juifs, l'argumentera en commentant la générosité et la bienveillance de Gradis, qui pendant la terrible famine dans les colonies françaises avait envoyé à ses frais dix-sept cargaisons de vivres à la population de la ville de Québec.

Gradis bénéficiait d'une grande estime et amitié tant auprès des fermiers généraux (Bouret, Colin de Saint-Marc...) qui l'accueillaient comme l'un des leurs, qu'à la Cour (Maurepas, Machault, Choiseul...) et au sein de la grande noblesse (le duc de Richelieu, le marquis de Narbonne, le duc de Lorges, le marquis des Herbiers de L’Etanduère...). Abraham Gradis, qui s'était lié également d'amitié avec la famille d'Harcourt et avec Mlle de Beuvron plus particulièrement, se chargea de gérer son domaine de Capet (Saint-Hippolyte) et de veiller à la vente de ses vins. Lors de ses séjours à Paris, sur les instances de son amie, il logeait à l'hôtel d'Harcourt. Lui, le petit-fils de modestes marranes et de proscrits, a vu les gens de la Cour s'empresser auprès de lui et ne jamais tarir d'éloges sur son compte. À Versailles, le duc de Lorges l'a présenté au duc de Praslin en ces termes :  
« C'est l'homme à qui j'ai le plus d'obligation et qui m'a rendu les plus grands services, et qui en a rendu à l'État et à tout le monde ».
À son décès en 1780, sa fortune est évaluée à plus de 10 millions de livres (soit environ 154 089 000 euros en 2020). Des nombreuses avances qu'il a faites à l'État, il en avait abandonné beaucoup et était réputé pour son désintéressement. Le jeune David Gradis qui succédera à ses oncles Abraham et Moïse établit quelque mille comptes en attente de recouvrement en 1777. Très peu le seront : Abraham se faisait un honneur de ne pas mettre ses débiteurs particuliers dans l'embarras.
En raison de sa générosité, souvent patriotique, « que les plus grandes fortunes de Bordeaux n'égalèrent jamais à son époque », de sa personnalité amène, sa courtoisie et de son honnêteté, Abraham Gradis était un homme respecté et même la population lui témoigna de grands égards. Ainsi à l’approche de sa mort en 1780, les jurats de Bordeaux firent suspendre les sonneries de la grosse cloche voisine de son domicile et ne tirèrent pas canon le jour de la saint-Jean, pour ne pas perturber ses derniers jours.
N’ayant pas d'enfant, il répartit équitablement sa fortune entre ses quatre neveux (Jacob, Abraham II, Moïse II et David II), ses domestiques et les pauvres de la ville tant juifs que chrétiens et à ceux de Jérusalem.

### Vie personnelle
Le 25 septembre 1730, il épouse sa nièce Esther Gradis (1712-1776), fille de Samuel Gradis. Surnommée « Gradille ou Gradillette », elle est décrite comme de nature délicate, aimable et intelligente, possédant comme son époux une personnalité qui la fera se lier avec la haute société, élogieuse à son égard. Celle-ci mourra en 1776 d'une chute dans un escalier, du fait de sa cataracte qui l'avait rendue aveugle. Le couple restera sans enfant.
De son côté, Abraham Gradis souffre de problèmes inflammatoires à la vessie qui l'immobilise dans un fauteuil. Il décède octogénaire à Bordeaux le 17 juillet 1780.

## Hommages

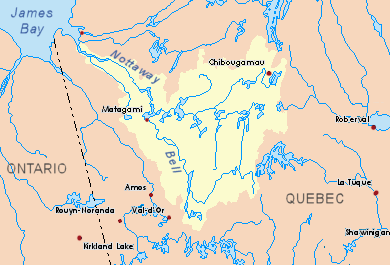
Bassin de Nottaway (en jaune) au centre duquel se trouve le canton Gradis, à 75 km au sud-ouest de Chibougamau, Nord-du-Québec.

Le canton Gradis, situé dans la municipalité de Eeyou Istchee Baie-James dans la région du Nord-du-Québec, a été nommé en 1947 en l'honneur d'Abraham Gradis qui envoya sur ses deniers de nombreuses vivres à la population de Québec, - appellation proclamée en 1965 et officialisée en 1968. Le lac Doda (signifiant anciennement « lac du père ») couvre presque la moitié de la superficie du canton. (Latitude N 49° 25' 00" - Longitude O 75° 11' 00" - Code géographique 99060).